# Capurro (barrio de Montevideo)
Capurro es un barrio de la ciudad de Montevideo. Quien dio nombre al barrio era el inmigrante italiano Juan Bautista Capurro, un marino mercante nacido en la localidad de Voltri, cercana a Génova, en el último decenio del siglo XVIII, que había arribado al país algo antes de 1829 llegando a Montevideo donde se afincaría definitivamente. 
Capurro adquirió terrenos costeros en esta zona alrededor de 1830. Edificó en esta zona una magnífica residencia, que estaba rodeada de un enorme parque a la que denominó "La Meca".  El barrio Capurro en esa época era rico en manantiales y pozos de agua dulce y abundantes arenales.  Capurro comenzó a vender agua dulce a los barcos que regresaban a Europa, así como arena que con el tiempo se fue agotando hasta quedar reducida en una angosta playa. Es emblemática la construcción edificada por uno de los hijos de Capurro que limita el parque con la costa  sobre la bahía al estilo de los jardines franceses  de la época, actualmente restaurada por la Intendencia de Montevideo. 
Se ubica sobre la Bahía de Montevideo, y se lo suele considerar en conjunto con los vecinos barrios de Bella Vista y Arroyo Seco. Limita además con La Aguada, Reducto, Prado y La Teja.
Hay evidencia histórica de que en la época colonial se localizaba allí el "Caserío de Negros", dedicado a la trata de esclavos.
Dentro de sus límites, se encuentra el Servicio de Oceanografía, Hidrografía y Meteorología de la Armada (SOHMA), Oficina Hidrográfica del Uruguay. El Centro Atlético Fénix, equipo de fútbol profesional, juega en el Estadio Parque Capurro. La murga Falta y Resto nació en ese barrio.

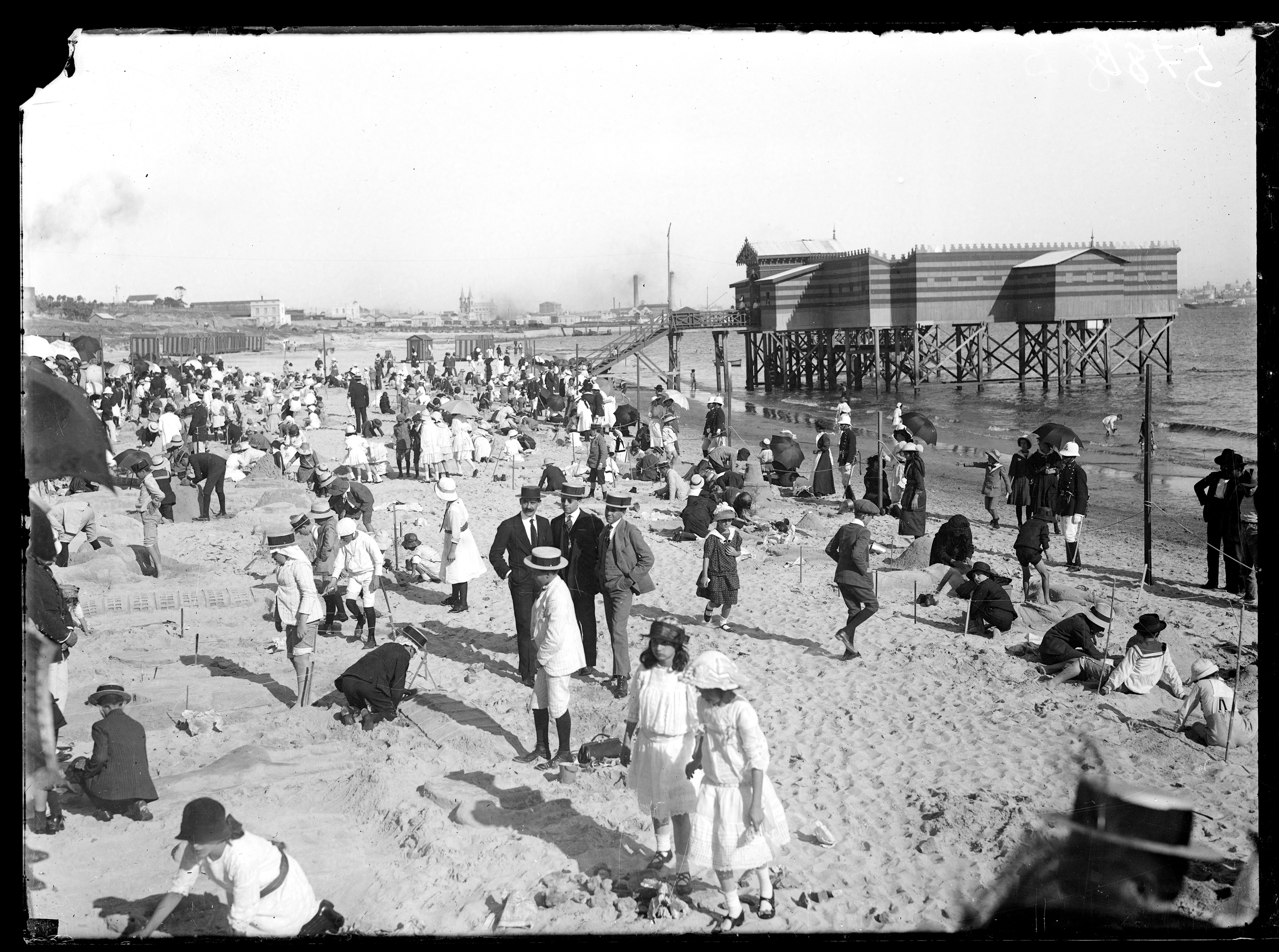
Playa Capurro hacia 1920

## Personalidades destacadas
- Alberto Restuccia (1942-), actor, performer, dramaturgo, director teatral y profesor universitario.